# Ачкасар
Ачкасар (арм. Աչքասար), также Акчала (Ակչալա) — гора, расположенная на территории Южного Кавказа, на границе Лорийской и Ширакской областей Республики Армения, близ границы с Грузией; является наивысшей точкой Кечутского хребта высотой 3196 метров.

## Галерея

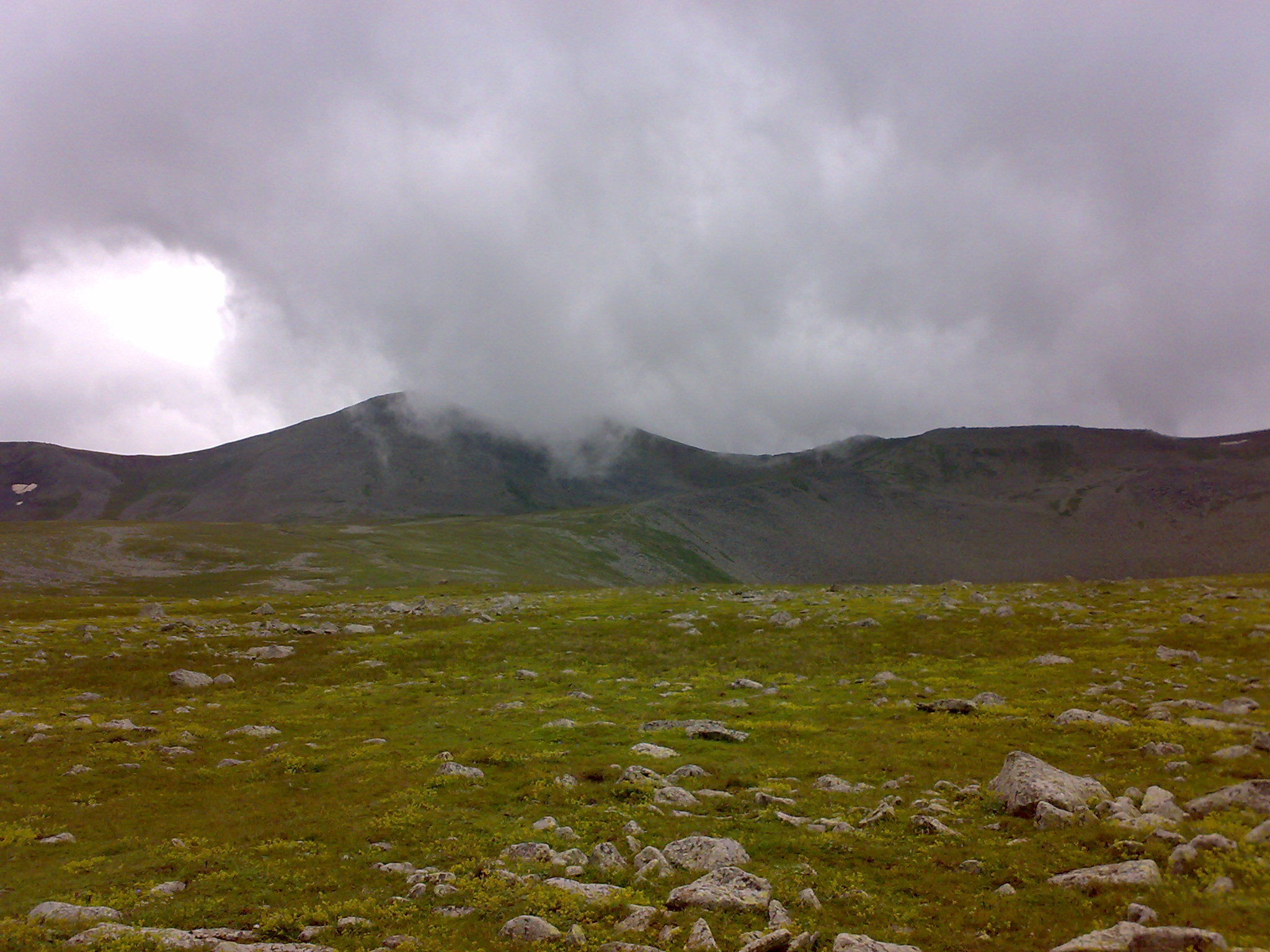
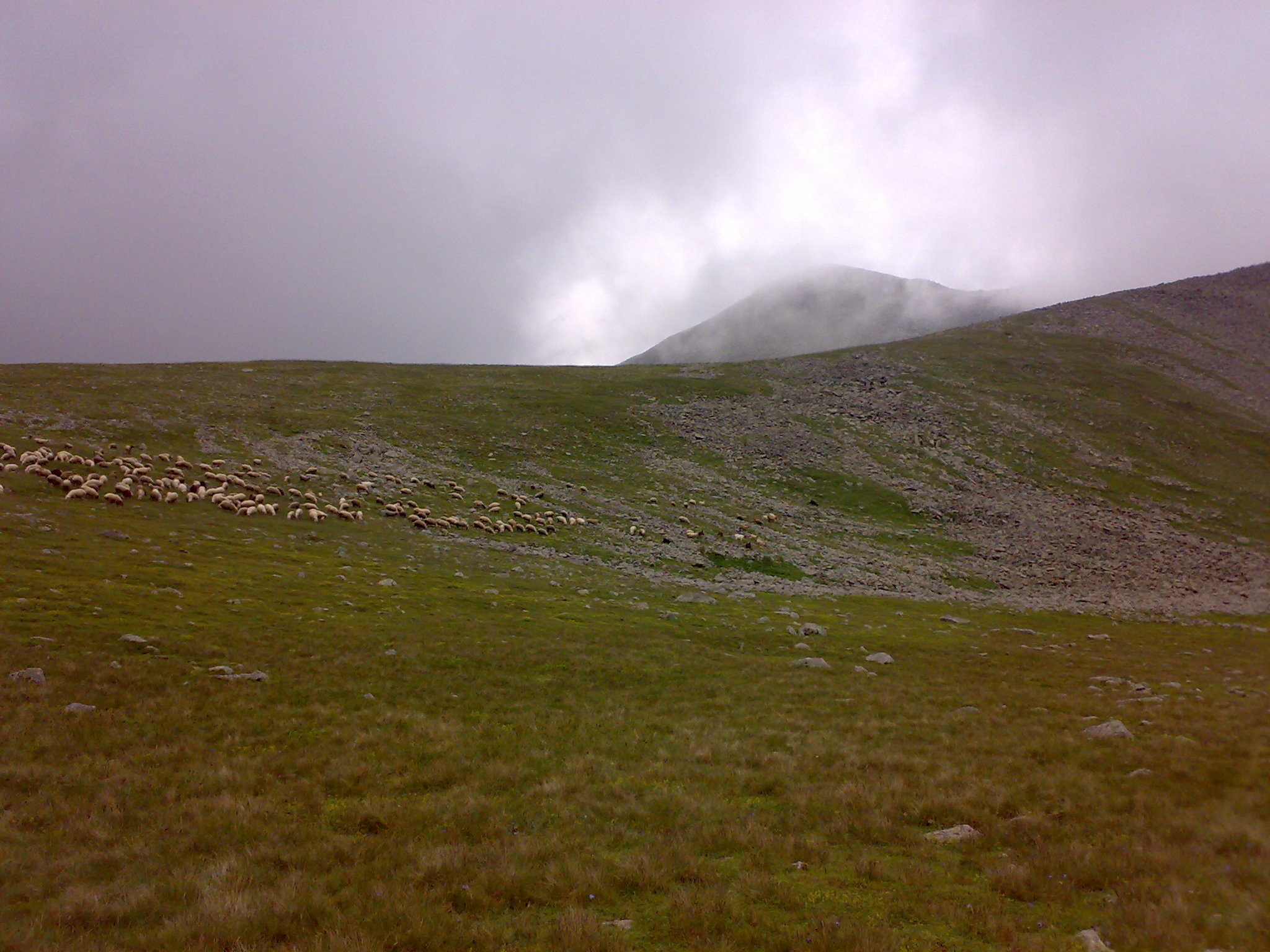
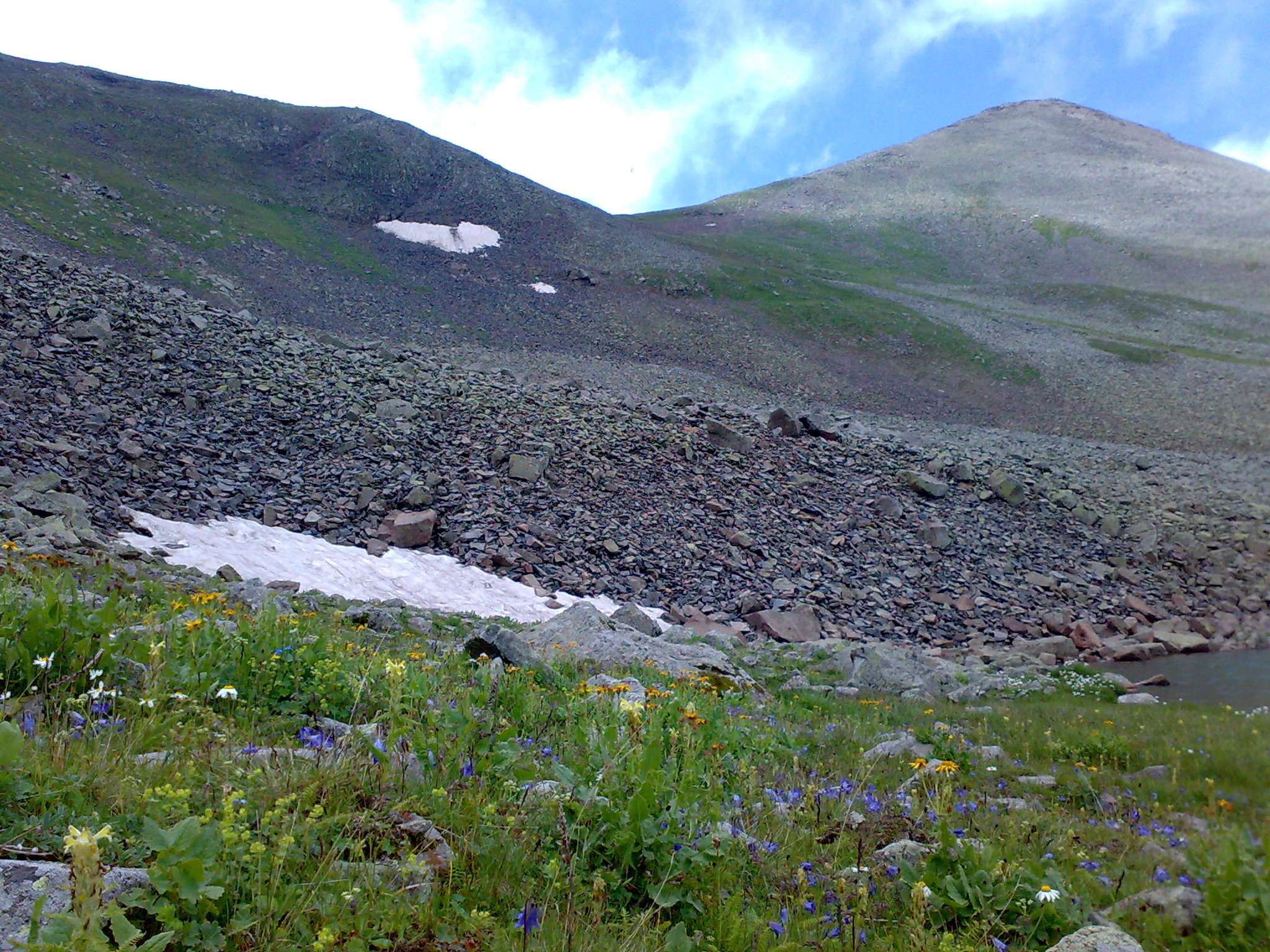
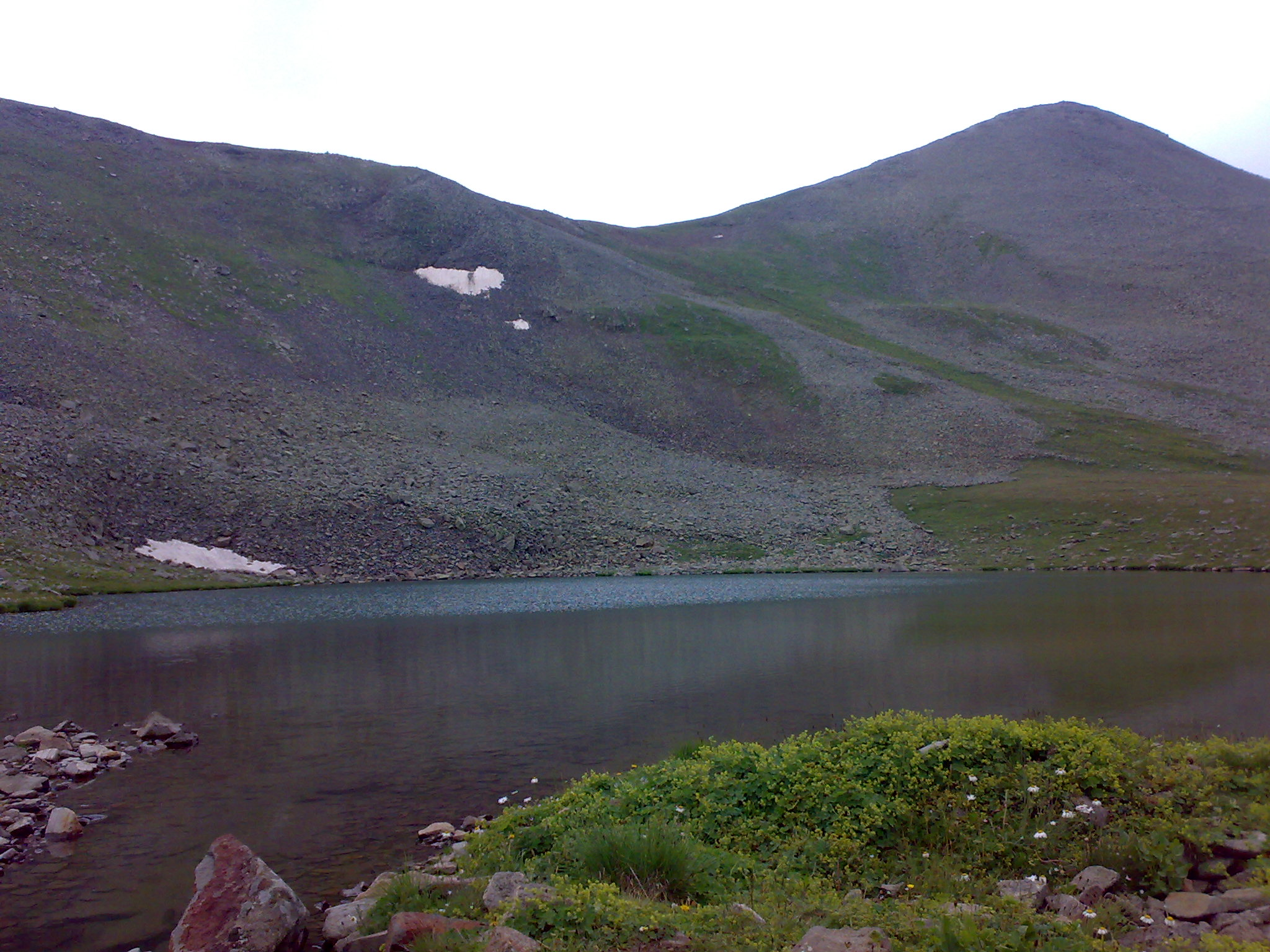